# Old Station
Old Station är en så kallad census-designated place i Shasta County i Kalifornien. Vid 2020 års folkräkning hade Old Station 64 invånare.